# Wielopole Skrzyńskie
Wielopole Skrzyńskie ist eine ehemalige Stadt (bis 1933), jetzt ein Dorf mit einem Schulzenamt, sowie der Sitz gleichnamigen Gemeinde im Powiat Ropczycko-Sędziszowski der Woiwodschaft Karpatenvorland in Polen.

## Geographie
Der Ort liegt im Strzyżów-Gebirge. Die Nachbarorte sind Glinik im Nordwesten, Szkodna im Nordosten, Nawsie im Osten, Szufnarowa im Süden, sowie Brzeziny im Westen.

## Geschichte
Die älteste Siedlung im hügeligen, bewaldeten Gebiet des Strzyżów-Gebirges zwischen dem Wisłoka-Tal im Westen und dem Wisłok-Tal im Osten (ab dem 13. Jahrhundert auch die Grenze zu Rotruthenien), dem Sandomirer Becken im Norden und dem Sanoker Flachland im Süden war Kunice, das nach manchen Historikern schon in der zweiten Hälfte des 10. Jahrhunderts gegründet sein könnte. Kunice wurde zum Sitz bzw. zum Namensgeber der Güter, die 1237 mit der Umgebung von Opatów vom polnischen Princeps Heinrich den Bärtigen an das Bistum Lebus verliehen wurde, das damals auch die Funktion des Missionsbistums für Ruthenien erhalten hatte. Nachdem es 1266 von den galizischen und lodomerischen Fürsten verwüstet wurde, verlieh der Krakauer Herzog Leszek der Schwarze im Jahr 1288 wieder einmal das Gebiet in Kunitz cum districto suo, melificiis et magna silva [großer Wald], que habet limites suos in Glinik, Brenstkow, Zagortzitz, Wirdzano, Czudze, Dobrzegow, Tilkowitz, Kosegow, Klytze. Danach folgte der Landesausbau und die deutschrechtliche Kolonisation, weil schon [um] 1328 bzw. [vor] 1337 die Stadt Wielopole bzw. Fürstenberg gegründet wurde. Der Name Wielopole ist topographisch und bezeichnet wiele (wielkie) pole (großes Feld). Das Adjektiv Skrzyńskie (von der adligen Familie Skrzyński, den Ortsbesitzern im 19. Jahrhundert) wurde erst in der Zwischenkriegszeit hinzugefügt, in der Zeit, wann der Ort das Stadtrecht verlor.
Die erste Erwähnung von oppido Wielopole stammt aus dem Jahr 1337, die aus einer späteren Abschrift der Interpellation des Krakauer Bischofs Jan Grot ist. Der Name Fürstenberg wurde am 11. Mai 1348 erstmals urkundlich erwähnt, und zwar als ein oppidum, während Wielopole vielleicht zur Vorstadt wurde (?). Es wurde manchmal als das heutige Frysztak oder Strzyżów identifiziert, weil in Quellen die eindeutige Gleichsetzung der beiden Ortsnamen fehlt. Die stärksten Argumente sprechen allerdings für Wielopole. Beide Namen wurden bis zum frühen 15. Jahrhundert abwechselnd benutzt, besonders in der Auseinandersetzung zwischen dem Bistum Lebus (das damals das Besitztum verlor) und den Gutsherren von Staszów in den Jahren 1398 (pro civitate Velepole et medietate Cunicze) und 1407. Im Lebuser Stiftregister aus dem Jahr 1405 wurde Wyelgopole als ein Dorf beschrieben mit 87 Hufen und 109 Bauern, 3/4 mit Namen deutscher Herkunft. Nach Feliks Kiryk beschrieb dieses Dokument Wyelgopole als ein Dorf und nicht die Stadt, weil es in der Wirklichkeit die Situation nicht im frühen 15., sondern im frühen 14. Jahrhundert beschreibt.
In den Gütern von Kunice wurden auch deutsche Bauern angesiedelt. Im oben erwähnten Manuskript des Lebuser Bistums gab es eine Angabe über die Ansiedlung von ca. 100 mehrheitlich deutschen Familien, darunter noch von Abgaben und den Frondiensten befreite Siedler aus Schlesien in den Dörfern Kunycze alias Kamyenecz und Wyelgopole im Gebiet des Klosters Opatów. Im Gegensatz zu zwei walddeutschen Sprachinseln um Łańcut und Krosno gibt es jedoch keine Überlieferungen über die Andauer der deutschen Sprache um Wielopole Skrzyńskie bis in die Neuzeit, die offenbar bald von der polnischen Sprache verdrängt wurde. Diese Ansiedlung weckte nie so viel Neugier bei Forschern, wie die Walddeutschen um Łańcut. Das Manuskript wurde im Jahr 1928 vom deutschen Volkskundler Walter Kuhn näher erforscht, der glaubte, dass die Familien sich wahrscheinlich in den heutigen Dörfern Kamienica (Górna?), Siedliska-Bogusz oder Gorzejowa sowie in Brzeziny und Nawsie angesiedelt hatten.
Wielopole gehörte zur Adelsrepublik Polen-Litauen, Woiwodschaft Sandomir, Kreis Pilzno. Über die Bedeutung der Stadt im 15. Jahrhundert an der Handelsstraße von Sandomierz durch Ropczyce nach Ungarn zeugt die Einreihung der örtlichen Zünfte in einer Abstimmung zwischen den wichtigsten Städten des damaligen Karpatenvorlands. In der zweiten Hälfte des 16. Jahrhunderts wurde die Stadt von Kacper Maciejowski ausgebaut, der ein Renaissanceschloss baute. Aus dem Jahr 1641 stammt die erste Erwähnung der Anwesenheit der Juden in Wielopole. Eine bedeutende Krise in der Entwicklung der Stadt kam im 17. Jahrhundert (Schwedische Sintflut, Angriff von Georg II. Rákóczi).
1765 hatte die jüdische Gemeinde 309 Mitglieder, darunter 151 in Wielopole.

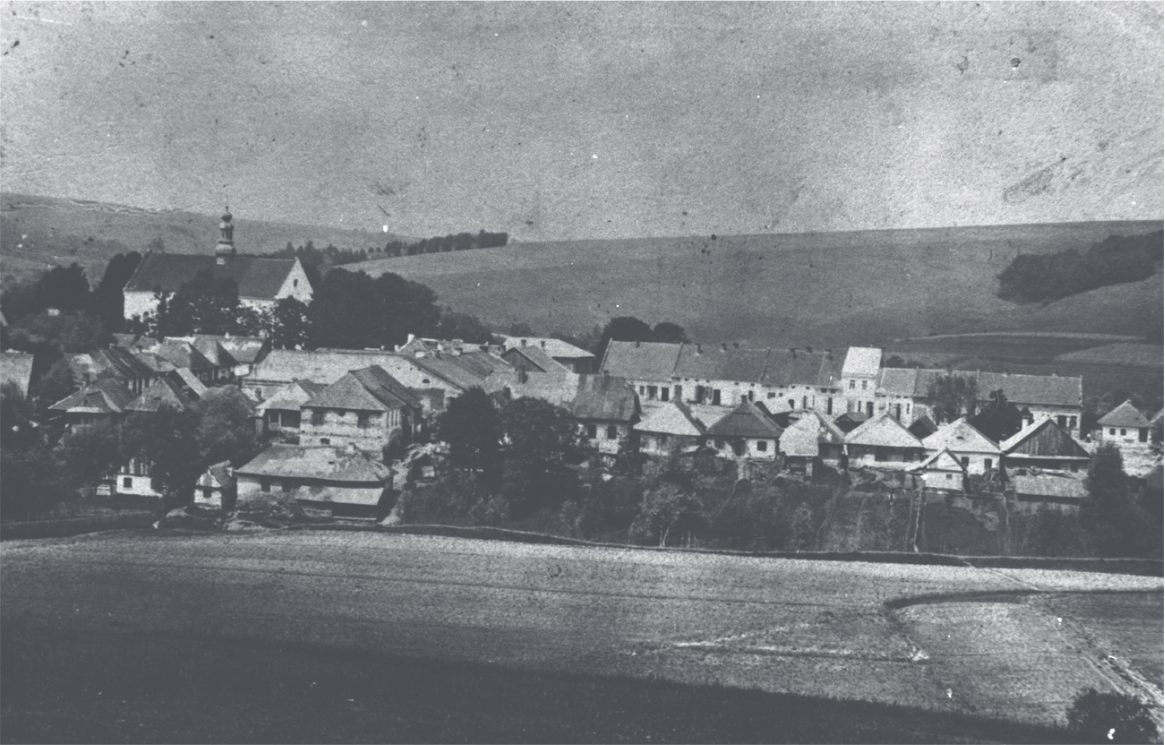
Wielopole um das Jahr 1910

Bei der Ersten Teilung Polens kam Wielopole Skrzyńskie 1772 zum neuen Königreich Galizien und Lodomerien des habsburgischen Kaiserreichs (ab 1804). Nach der Aufhebung der Patrimonialherrschaften bildete es eine Gemeinde im Bezirk Ropczyce. Im Jahr 1900 hatte die Mark Wielopole eine Fläche von 122 Hektar, mit 136 Häusern und 945 Einwohnern, davon waren alle Bewohner polnischsprachig, die 535 Juden machten die Mehrheit der Bewohner aus, 407 Römisch-Katholiken waren in der Minderheit.
Nach dem Ende des Ersten Weltkriegs und dem Zusammenbruch der Habsburgermonarchie kam Wielopole Skrzyńskie 1918 zu Polen. Unterbrochen wurde dies nur durch die deutsche Besetzung Polens im Zweiten Weltkrieg. Von 1975 bis 1998 gehörte Wielopole Skrzyńskie zur Woiwodschaft Rzeszów.
Im Jahr 1955 verbrannte die örtliche Kino, die Zahl der Opfer war 58, darunter 38 Kinder.

## Persönlichkeiten
- Tadeusz Kantor (1915–1990), Theaterregisseur, Maler, Bühnenbildner und Kunsttheoretiker
- Marcin Daniec (* 1957), Satiriker